# Рязановщина (Ленінградська область)
Рязановщина (рос. Рязановщина) — присілок у Волховському районі Ленінградської області Російської Федерації.
Населення становить 30 осіб. Належить до муніципального утворення Паське сільське поселення.

## Історія
Згідно із законом № 56-оз від 6 вересня 2004 року належить до муніципального утворення Паське сільське поселення.

## Населення
| 1862 | 1997 | 2007 | 2010 | 2012 | 2017 |
| ---- | ---- | ---- | ---- | ---- | ---- |
| 25   | ↘13  | ↗19  | ↗30  | ↘28  | ↗30  |